# Idiocera (Idiocera) apicispina
Idiocera (Idiocera) apicispina is een tweevleugelige uit de familie steltmuggen (Limoniidae). De soort komt voor in het Nearctisch gebied.